# Club Blooming
El Club Social, Cultural y Deportivo Blooming, conocido simplemente como Blooming, es una institución deportiva con sede en la ciudad de Santa Cruz de la Sierra, Bolivia. Fue fundado el 1 de mayo de 1946 y actualmente compite en la Primera División de Bolivia. 
Ejerce su localía en el Estadio Ramón Aguilera Costas, que posee un aforo de 38.700 espectadores, siendo el segundo mayor estadio del país. Su nombre es una referencia a la "Floreciente (Blooming en inglés) juventud cruceña". Los colores que identifican al club son el celeste y el blanco. Su principal sobrenombre es «La Academia»; asimismo debido al barrio donde el club nació, sus miembros e hinchas reciben el apelativo de «Pascaneros del casco viejo».
A nivel nacional, el club se consagró campeón de la Primera División en 5 ocasiones. También obtuvo 1 título de la Copa Simón Bolívar. Mientras que en la Asociación Cruceña de Fútbol obtuvo 6 títulos (5 en la era amateur y 1 en la era profesional). A nivel internacional es uno de los tres equipos bolivianos que alcanzó las semifinales de la Copa Libertadores de América, y el segundo en hacerlo en 1985, en total disputó el torneo en 7 ocasiones, también cuenta con 8 participaciones en la Copa Sudamericana y 1 en la Copa Merconorte.
El equipo ocupa la quinta posición en la tabla histórica de la primera división. Además es el sexto club que más torneos ha disputado, con un total de 62 y solo por detrás de Jorge Wilstermann, The Strongest, San José y el Club Bolívar. También es uno de los clubes que se sostuvo más tiempo sin descender de Primera División, con 18 años desde 1977 hasta 1995, solo por detrás de San José (22) y Jorge Wilstermann (33).
Su clásico rival es Oriente Petrolero, con el que disputa el denominado «Super clásico cruceño», considerado como uno de los clásicos más importantes del país, este clásico se encuentra ubicado en el puesto 49° en el ranking de los mejores 50 clásicos del mundo, elaborado por la revista inglesa FourFourTwo.

## Historia

### Fundación
En 1946, en la ciudad de Santa Cruz De La Sierra se dio la idea.
El encuentro se produjo en el círculo de amigos (Calle Independencia), entre los destacados y entusiastas de ese tiempo y de hoy, están: Humberto Vaca Pereyra (+), Humberto Olmos (+), Mario Quintela Vaca Diez, Rodolfo Castedo, Juan Carlos Velarde (+), Alberto Lozada Cuellar, Ángel Flores Aguilera (+), Roque Candia, que vivían en la cercanía de la iglesia Santa Francisco en el centro cruceño. Estos amigos formaban parte del 3.º C del colegio Nacional Florida. Este mismo grupo en 1949 decide formar la comparsa Los Chabacanos, que hasta hoy conservan pese al tiempo transcurrido.
A citación de Humberto Vaca Pereyra, se produjo la primera reunión celebrada en los últimos días de abril de 1946 en la casa de los padres de Roque Candia Rodríguez (Calle 21 de mayo entre Junín y Ayacucho) donde se dieron los primeros pasos y se sentaron las bases iniciales, dejando para una próxima reunión la consolidación de dichas bases.
Varios de los impulsores habían tenido cierta experiencia en el Club Blue Sky, pero la intención era tener uno propio. Luego de otras reuniones celebradas en diferentes casas, tratando de afinar los detalles del nuevo grupo, el 1 de mayo de 1946 nace a la vida oficialmente un nuevo club en Santa Cruz de la Sierra.
Con respecto al nombre no hay consenso en cuanto a su autor. Una de las versiones alude a que se consultó al profesor de inglés José Roca Arteaga, conocido como Mr. Roca, para que fuera quien sugiriera el nombre adecuado, esta versión fue descartada por los hijos de Mr. Roca, al detallar que ellos llegaron a Santa Cruz en 1949. Otra versión establece que el ilustre escritor y profesor Hernando Sanabria habría sido consultado y luego de examinar las propuestas (Skyblue y Bloomfield) surgió la palabra Blooming, que en su traducción "renacer" o "floreciente", representa el nacimiento de una nueva juventud y academia deportiva.
En 1951, Saucedo, Castedo y Viera lanzaron la idea de formar un club de fútbol, en el mismo vientre de Blooming, que sea organizado, fuerte y poderoso con el fin de contrarrestar la enorme desigualdad existente en el ámbito nacional en ese tiempo.
La idea debía ser expuesta al directorio de Blooming que en ese tiempo presidía Mario Quintela Vaca Diez, que una vez escuchada fue aceptada en sumo agrado en tu totalidad.
La creación del club tuvo un importante impacto en la sociedad cruceña, que buscaba tener mayor presencia y relevancia social, económica y política en el ámbito nacional, el surgimiento de Blooming nace ligado al interés de tener una mayor representación cultural en el país.
La historia grande daba su primer paso, los buenos resultados y los constantes triunfos que Blooming lograba en los diferentes encuentros fueron determinantes para que se decida en 1953 dar el salto a la división de honor, hoy primera A de la A.C.F.
Mediante una carta oficial al presidente de la asociación Luis Iriarte Peña, se solicitó la inscripción al seno del fútbol cruceño, sin tener que pasar por los campeonatos de ascenso, misma solicitud que también fue hecha por el club Always Ready
La propuesta de la asociación cruceña fue que los solicitantes Blooming y Always Ready debían jugar un cuadrangular con La Esperanza y Junior de la temporada anterior, y que si ocupaban los primeros lugares serían aceptados.
Blooming ratificando las buenas condiciones de los jugadores logrando con absoluto merecimiento y autoridad el primer lugar del cuadrangular, el cual le cedió el derecho de ingresar al seno de la Primera división de honor llamado Copa Simón Bolívar.
Con la admisión asegurada el equipo comenzó su entrenamiento bajo la conducción técnica de Melchor Rojas, siendo este el primer oficial que tuvo el Club.
El color de la camiseta sería color celeste con vivos blancos en el cuello, los bordes de la manga y el bolsillo, color que guardaba relación con el atardecer y el amanecer de cada día, los pantalones cortos eran de color blanco y las medias de color plomas, la camisas eran de tela y cada jugador era encargado de mandarlas a confeccionar por sus propia cuentas y además comprarse los pantalones, medias y chuteras (botines). El alma amateur manifestada en toda su dimensión. Orgullo que una y otra vez es resaltado por los fundadores e impulsores. Blooming con otros equipos como el Club Destroyers y el Club Real Santa Cruz que aparecieron en forma posterior son los únicos que se mantuvieron por esfuerzo propios sin recibir ayuda de empresas privadas o del estado.
La inteligencia y la visionaria conducción de quienes a su turno estuvieron a su cargo el club, hizo que año tras años fuera creciendo a la par del desarrollo mismo de la ciudad, hasta convertirse en un referente histórico e importante del fútbol y la sociedad cruceña.
El 12 de julio de 1953 luego del desfile de rigor y palabras de las autoridades del fútbol e invitados especiales se da por inaugurado el torneo oficial con la participación de los clubes llamados La Esperanza, Junior, Abaroa, Strongest, Florida, Alianza, Always Ready y Blooming.
En la segunda jornada del domingo 19 de julio de 1953 a las 16:00 Blooming hacia su debut ante el fuerte y experimentado equipo de Strongest, presentando una alineación compuesta por: Ortiz, Añez y Aponte, Velarde, Viera y Justiniano, Mercado, León, Egües, Zeballos y Alpire; ingresó Bello por Egües en el segundo tiempo. Un dato importante: los equipos jugaban con dos defensores, tres mediocampistas y cinco delanteros; la crónica cuenta que el juez de línea Sanabria fue reemplazado por Chuquimia debido a que este se encontraba fumando en el ejercicio de sus funciones.
En el primer año de participación el equipo celeste quedó ubicado en la mitad de la tabla de posiciones, pero con el gusto aparte de ser el único equipo en ganarle a La Esperanza, equipo campeón aquel año.
Para el año siguiente con la experiencia adquirida y la atracción que muchos jugadores sentían por jugar en Blooming se arma un notable equipo que rendiría sus frutos al final de la temporada. Campeón invicto de la Asociación Cruceña de Fútbol.
A pasar de ese entonces durante 24 años Blooming se constituyó en uno de los principales animadores de los torneos de la primera A de la Asociación Cruceña de Fútbol o por sus siglas denominada A.C.F. y candidato permanente al título.
Las actividades sociales y culturales con las que habían nacido el 1 de mayo de 1946 pasaron a segundo plano, otorgándole más énfasis al fútbol, deportes como el voleibol y el básquet fueron desapareciendo.

### Primer equipo cruceño en jugar el extranjero
Con gol de Roly Aguilera ante Oriente Petrolero un 24 de noviembre de 1963, Blooming se corona Campeón. Recibiendo la invitación para jugar un Partido Internacional en el Extranjero ante el Club Guaraní del Paraguay, constituyéndose en el Primer Equipo Cruceño en jugar fuera del País.
Institucionalmente el club fue creciendo de aquel grupo de amigos que lo fundaron en el centro mismo de la ciudad, se fue transformando en una entidad respetada y querida que extendió sus raíces incluso fuera de Santa Cruz.
Los éxitos en las canchas y los títulos conseguidos, fueron un imán poderoso que hizo que no solo la juventud, sino gente de todas las edades, estamentos sociales y gremios se integre a sus filas.
De aquellos muchachos que se entrenaban en la que hoy es la 8.ª división de ejército con muchas carencias y complicaciones, hoy lo hacen con todas las comodidades en su propia sede en el kilómetro siete y medio al norte.
Blooming no la pasó bien en el primer lustro de la década de los 70 ya que la Academia probo las hieles del fracaso al descender de categoría a la Primera "B" en 1974. Entre Universidad y Guabirá empatan (1-1) favoreciendo a la "U" condenando  a los celestes.

### La era de Roberto Paz (1977-1995)
La Academia resucitó en 1976. Retornó a la Primera "A" con un equipo juvenil, tras pugar un año en la "B". De ahí en más, Blooming tuvo un repunte notable. El hacedor del milagro fue Roberto "Tito" Paz Limpias, un exjugador del club convertido en dirigente y próspero empresario. Su amor por Blooming hizo que no escatimara esfuerzos económicos y lo levantó hasta convertirlo en uno de los grandes del fútbol nacional como equipo y como institución.
Inicialmente, trajo a Frey, contrató a Rubén "Cuchuqui" Valverde, al desaparecido Quico Vega, a los argentinos Carlos Huguenet y Daniel Castro, los hermanos Albacetti (Emilio y Alberto), a Rubén Rubino, Mamerto Gómez, Bonet y Baldessari.
A mitad de 1977, se aleja de la Asociación Cruceña de Fútbol (A.C.F.) donde participaba junto a los otros siete clubes cruceños en el torneo denominado ”Integrado” con equipo de Cochabamba, para formar la Liga del Fútbol Profesional Boliviano, entidad también se constituyó en candidato permanentemente a ocupar los primeros lugares.

#### El título de 1984
En el año 1977, se estrenó la Liga Profesional Boliviana y Blooming estrenaría a los pocos años un flamante presidente que se convertiría en un pilar fundamental para la institución y en un gestor para la verdadera institucionalidad del club. El señor Roberto "Tito" Paz fue el presidente que estuvo mayor tiempo al frente de la institución y con el que Blooming ganó su primer título de liga.
En los años 1982 y 1983 Blooming se clasificó como segundo a la Copa Libertadores de América. En el año 1984 el Club Blooming lograría su primer título de Liga en la ciudad de Cochabamba con el famoso zapatazo de Milton Melgar ante Bolívar de La Paz.
Los siguientes años el equipo lograría mantenerse en buenas posiciones pero no conseguiría volver a la Copa Libertadores por mucho tiempo.

#### Copa Libertadores 1985
Después de ganar su primer título nacional, Blooming juega la Copa Libertadores de América. En el Grupo 2 estaban Blooming, Oriente Petrolero, Deportivo Italia y Deportivo Táchira, siendo estos últimos 2 de Venezuela, su primer partido fue contra su rival de siempre, fue un partido que terminó empatado 1-1, su segundo partido sería en Caracas, en cual venció a Deportivo Italia por 3 tantos contra 0, su tercer partido lo ganaría en San Cristóbal por 1 tanto contra 0, el cuarto partido fue el clásico cruceño, Blooming con 1 jugador menos le ganó 1-0 a Oriente Petrolero, luego el quinto partido, sería un partido para la historia, no solo de Blooming, sino también de la historia de la Copa. Fue el 7 de abril de 1985, cuando Blooming ganó a Deportivo Italia en Santa Cruz por 8 goles contra 0 (resultado que no se volvió a ver en la Copa Libertadores sino hasta el 2012 cuando Santos goleó a Bolívar por la misma cantidad), en esta goleada histórica, Juan Carlos Sánchez anotó 6 goles, siendo el récord de mayor cantidad de goles anotados por un solo jugador en un partido de la Libertadores. El sexto y último partido de Blooming en la fase de grupos acabaría en victoria por 6-3 a favor de los celestes frente a Deportivo Táchira, terminando así primero en la fase de grupos con 11 puntos, con una diferencia de gol de +16, segundo quedaría Oriente Petrolero con 8 y +5 en diferencia de gol. En estas épocas solo clasificaba a la otra fase el primero de cada grupo, así, Blooming dejaría afuera a Oriente de la Copa Libertadores.
En la siguiente fase, que en ese tiempo era la Semifinal, Blooming enfrentaría a Independiente y Argentinos Juniors de Argentina, dos rivales muy fuertes ya que Independiente venía como defensor del título del año anterior, y Argentinos Juniors se coronaría en esta copa. Los 2 partidos que jugó Blooming en Santa Cruz terminaron en empate por el resultado en ambos casos de 1-1, en Buenos Aires perdería con Argentinos Juniors por 1 tanto contra 0, y en Avellanada sufriría una derrota de 2-0, quedando así fuera de la final.
Cabe resaltar que fue el segundo equipo boliviano en lograr avanzar de fase en la máxima competición del continente a nivel de clubes, ya que el primero fue Wilsterman en 1981.

#### El Descenso
En el año 1996, con Blooming en la A.C.F.,
Uno de los socios dirigentes del club, escribiría un artículo para la revista del club que se publicó en aquella ocasión con un párrafo que decía:
“Yo te quiero Blooming. Lloré con vos y sonrío con vos. Sos como la tristeza y la alegría que nos dan los seres queridos. Por eso ahora quiero que crezcas mayor que nunca, para que tus bodas de oro, las recordemos como el nuevo nacimiento: 1996 será, les cuadre o no les cuadre, el año del renacimiento de un Blooming poderoso. Tenemos el material y el cariño para lograrlo. De aquí a poco ya no podrán alcanzarnos porque habremos aprovechado este paréntesis para construir una verdadera institución. A los que creyeron que estábamos retrocediendo, vamos a demostrarles que habíamos estado tomando impulso”.
El Club Blooming después de su descenso resurgió como los grandes, ganó dos campeonatos consecutivos de liga. Tal vez en esos momentos y siempre, los hinchas recuerdan el momento del descenso como el momento que más los unió, que los hizo más fuertes y el renacer de un nuevo Club que logró muchas cosas y marcó la historia. 

### El bicampeonato nacional de 1998 y 1999
La operación Impulso y Retorno se cumplió a cabalidad: bajo el mando del nuevo presidente de la institución, Juan Callaú, Blooming logró ascender a la Liga Profesional nuevamente. El año 1997 ya en la Liga, el club tuvo una buena campaña pero no le alcanzó para llegar a la Copa Libertadores de América. La base del 97 le sirvió a los académicos para consolidarse y convertirse en un equipo imparable durante los años 98 y 99. Mantuvo un impresionante récord de partidos de local sin perder y ni siquiera equipos internacionales de la calidad de Boca Juniors de Argentina (Bicampeón de la Libertadores en aquella época y luego Campeón Intercontinental), Universidad Católica de Chile y Peñarol de Uruguay pudieron ganarle. Después del ascenso y de dos títulos, el señor Juan Callaú dejó las riendas a quien ya fuera presidente de la institución el señor Roberto Paz.
Los años 1998 y 1999 no serán olvidados nunca por los hinchas de Blooming, ya que fue sin lugar a dudas la mejor etapa por la que pasó el equipo, en los que se logró el bicampeonato nacional bajo la conducción del DT Carlos Aragonés. Pero luego de estos 2 gloriosos años de eufóricos festejos, se vinieron temporadas de escasez de títulos nacionales hasta el año 2005 cuando La Academia nuevamente se alzó en lo más alto del fútbol Boliviano.

### Copa Merconorte 2001
Fue la primera y única participación de Blooming en esta competición internacional en la cual no llegó muy lejos, pues perdió en la primera fase todos los partidos entre los cuales se resaltan la goleada en favor del subcampeón Emelec (4-1) y ante Atlético Nacional 5-3 en Santa Cruz y 4-1 en Medellín en esa edición el equipo cruceño se enfrentó al subcampeón con un marcador 4-1 en Guayaquil y un 0-0 en Santa Cruz para esa versión el campeón fue el Millonarios Fútbol Club de Colombia.

### La cuarta estrella 2005
Luego de 6 años sin lograr el título nacional, Blooming en el 2005 se reivindicó con su hinchada que estuvo siempre presente en las tribunas y logró su 4.º título liguero. Con un equipo totalmente renovado, La Academia logró ganar un campeonato que desde un principio se mostró complicadísimo. Al inicio del 2005 igual que los anteriores años, Blooming no alzaba vuelo en aquel torneo denominado "Adecuación", pero desde la llegada de Gustavo Quinteros para dirigir a Blooming en el torneo Apertura a mitad de año, le cambió la cara a un equipo que en el inicio estaba sin rumbo.
En el Torneo Apertura, Blooming lucía impecable. En la fase de eliminatoria rumbo al hexagonal se clasificó prematuramente y ya en el Hexagonal Liguero llegó a estar 9 partidos sin conocer la derrota de visitante y de local. Prácticamente desde el inicio del Hexagonal, tras el empate en Oruro ante San José en la primera fecha, ya se veía a Blooming aspirando al título.
Y así fue, Blooming estuvo siempre peleando la punta en aquel hexagonal, pero siempre estuvo con un escolta atrás que era Bolívar. Todo se definió un jueves 8 de diciembre en la octava fecha, cuando Blooming venció a Bolívar. Dos fechas después, en La Paz, Blooming vencía a The Strongest y ponía nuevamente el nombre de Blooming en lo más alto del fútbol Boliviano, desatando la alegría.

### El subcampeonato del Clausura 2008
En el año 2008, luego de tener una mala campaña en el Campeonato Apertura, Blooming armó un buen equipo para la Copa Sudamericana, en la cual no tuvo mucha suerte, perdiendo por diferencia de goles ante Olimpia del Paraguay con un marcador global final de 3-4. En el Campeonato Clausura se clasificó con 3 fechas de anticipación como primero en su grupo a las semifinales, en las cuales barrió a La Paz FC, ganándole 5-0 en el partido de vuelta. Ya en la final, sin muchos contratiempos en la ida derrotó 2-0 a Aurora. En el partido de vuelta en Cochabamba, Aurora venció a Blooming por 3-0, pero en ese torneo no existía la diferencia de goles, lo cual forzó un partido de desempate en la ciudad de Sucre en la cual empataron a 2 y Aurora ganó en los penales clasificándose como Campeón a la Copa Libertadores de América.

### El Campeonato del Clausura 2009: la quinta estrella
El Torneo Clausura 2009 marcó la obtención del 5.º título boliviano de Blooming. Luego de clasificarse 3.º En el hexagonal, los celestes debieron enfrentar a Real Potosí por el pase a la semifinal. Blooming consiguió eliminar a Real Potosí por un marcador global de 1-0, logró empatar de visitante 0-0 y ganó de local 1-0. En semifinales, le tocó enfrentarse a su clásico rival Oriente Petrolero, y los dirigidos por Víctor Hugo Andrada doblegaron a los “albiverdes” por un global de 3-3 (por gol de visitante anotado, ya que en la ida Oriente ganó como local 3-2, y en la vuelta, Blooming lo hizo por 1-0 como local con gol del argentino Damián Akerman).
La final, fue ante el Club Bolívar de La Paz. En la ida, los cruceños derrotaron a los paceños por 1-0 en el Tahuichi, con gol de penal del brasileño Luis Carlos Vieira, mientras que en la altura de La Paz, Blooming rescató un empate de 1-1, con gol de Róger Suárez, adquiriendo de esta manera su quinta estrella en la Primera División Boliviana de Fútbol Profesional. Este logro lo convierte en el club de Santa Cruz de la Sierra con más títulos mientras existió la liga, aunque el fútbol profesional en Bolivia ha tenido otras etapas iniciando el profesionalismo en el año 1950.

### Datos extra
En la liga profesional de fútbol boliviano Blooming jugó su primer partido contra Real Santa Cruz ganando 3-1, su partido número 100 en el profesionalismo fue contra Oriente Petrolero y acabó 3-3, su partido número 200 lo ganó por 6-0 a Municipal, el partido número 300 lo ganó 5-0 a San José, el número 400 lo ganó 6-0 a Ciclón, el número 500 lo empató 2-2 con Oriente, el número 600 lo ganó por 4-0 a Metalsan, el número 700 fue por 6-1 a Destroyers, el número 800 fue empate con Guabira por 2-2, el 900 1-0 a Unión Central, y el número 1000 por 3-0 a San José (Datos hasta el 2007).
De los 5 títulos Profesionales de Blooming, solo en 1 dio la vuelta olímpica en Santa Cruz, ya que en 1984 se salió campeón en Cochabamba ganándole a Bolívar 1-0 en el partido de desempate, en 1998 también se dio la vuelta en Cochabamba frente a Wilsterman después de ganarle 3-0 en Santa Cruz, Blooming ganó la vuelta 1-0, el 2005 en el hexagonal final se dio la vuelta en La Paz ganándole 3-2 a The Strongest, y el 2009 se ganó en La Paz empatando con Bolívar 1-1 después del encuentro que ganó Blooming en Santa Cruz por 1-0, siendo el título de 1999 el único en el que los jugadores dieron la vuelta olímpica en el Tahuichi, ganándole a The Strongest 3-2 después de haberle ganado también 3-2 en la paz. Con esto Blooming es uno de los muy pocos clubes bolivianos que ha dado la vuelta en las 3 grandes ciudades de Bolivia.
Apodos: Al Club Blooming se lo conoce principalmente por "Academia. También se lo conoce como "Los Pascaneros del Casco Viejo" ya que sus fundadores tuvieron varias reuniones casuales en la esquina de la plaza principal de Santa Cruz de la Sierra, o sea, en el casco viejo de la ciudad. También se le llamó "El Equipo del Millón" entre 1997 y 1998, años que lograron el bi-campeonato nacional, con un equipo magnífico, se le llamó así.

## Símbolos

### Historia y evolución del escudo
El escudo del club ha mantenido su forma y color desde su creación. A lo largo de su historia, pequeñas variaciones se fueron agregando en el diseño para modernizar su imagen. El escudo está compuesto por el color celeste que representa al club. La corona ducal y la cruz potenciada en el centro, que simbolizan la identidad cruceña y la noble fundación en el seno de la ciudad. El balón de fútbol que simboliza la actividad principal. Luego en 2009 se agregaron cinco estrellas, que simbolizan los cinco títulos profesionales obtenidos por la institución.

### Himno
| [[Archivo:\|link=\|22px\|Icono]]Himno del Club Blooming |
| |
| Es la academia que viene a ganar con gran destreza y con gran humildad es la celeste señor... ¡Blooming! orgullo del oriental. Llena los estadios del país y la hinchada crece por doquier todas las tribunas gritarán: ¡Blooming adelante, sigue así! Vamos Blooming, vamos ya vamos, vamos a ganar que la hinchada espera ver muchos goles por doquier. En el cielo azul verán el celeste triunfador y en la cancha se oirá a la barra repetir: gooooool de Blooming! Autor: |
| |

El himno oficial de Blooming es el taquirari que se titula Viva Blooming creado en 1983. El autor de la letra es el compositor Armando Terceros y fue grabada por Los Cambitas con voz de Freddy Saldaña, rápidamente ganó gran popularidad entre la afición y en la década de 1990 debido a la racha ganadora del club en esa época. Este himno se entona cada vez que Blooming juega un encuentro en condición de local en el estadio Ramón Aguilera Costas.

## Indumentaria
El color distintivo del Club Blooming es el celeste, con algunos complementos que han variado a lo largo de los años. El color blanco ha sido el principal complemento del uniforme desde sus inicios.
- Uniforme titular: Camiseta celeste, pantalón azul y medias blancas.
- Uniforme alternativo: Camiseta blanca, pantalón azul y medias azules.

| Titular | Visitante |

### Evolución del uniforme

#### Uniforme titular
| 1953 | 1977 | 1985 | 1998 | 1999 | 2005 |
| 2009 | 2010 | 2011 | 2012 | 2013 | 2014 |
| 2015 | 2016 | 2017 | 2018 | 2019 | 2020 |
| 2021 | 2022 |      |      |      |      |

### Equipamiento
| Periodo       | Proveedor          | Patrocinador                  |
| ------------- | ------------------ | ----------------------------- |
| 1997 - 1998   | Adidas             | Paceña                        |
| 1999 - 2000   | Adidas             | Ducal                         |
| 2001          | Adidas             | N/A                           |
| 2002 - 2003   | Adidas             | Petrobras                     |
| 2004          | Umbro              | Petrobras                     |
| 2005 - 2006   | Umbro              | Coca-Cola                     |
| 2007 - 2009   | Umbro              | Tigo                          |
| 2010          | FairPlay           | Tigo                          |
| 2011 - 2012   | FairPlay           | Entel                         |
| 2013          | 4KM                | N/A                           |
| 2014          | 4KM                | Coral                         |
| 2015          | 4KM                | Tigo                          |
| 2016          | Joma               | Tigo                          |
| 2017          | Lhed               | Tigo                          |
| 2018-2022     | Blooming           | Blooming Arena                |
| 2023-Presente | Bandera de Ecuador | Foton, Boliviana de Aviación, |

| 1. |

## Instalaciones

### Estadio

Estadio Ramón Aguilera Costas, es el recinto donde habitualmente Blooming ejerce su localía.

El Club Blooming juega de local en el Estadio Ramón Aguilera Costas, más conocido como "Tahuichi". Cuenta con una aforo total para 35 000 espectadores y un costo aproximado de 7.142.857 $us, propiedad del Gobierno Departamental de Santa Cruz.
La ubicación de los hinchas de Blooming en este estadio son: Curva Este (popular), Recta General, Preferencia Este (platea) y Butacas.
La ubicación de los hinchas visitantes son: Curva Oeste (popular) y Preferencia Oeste (platea).

### Estadio Municipal Club Blooming

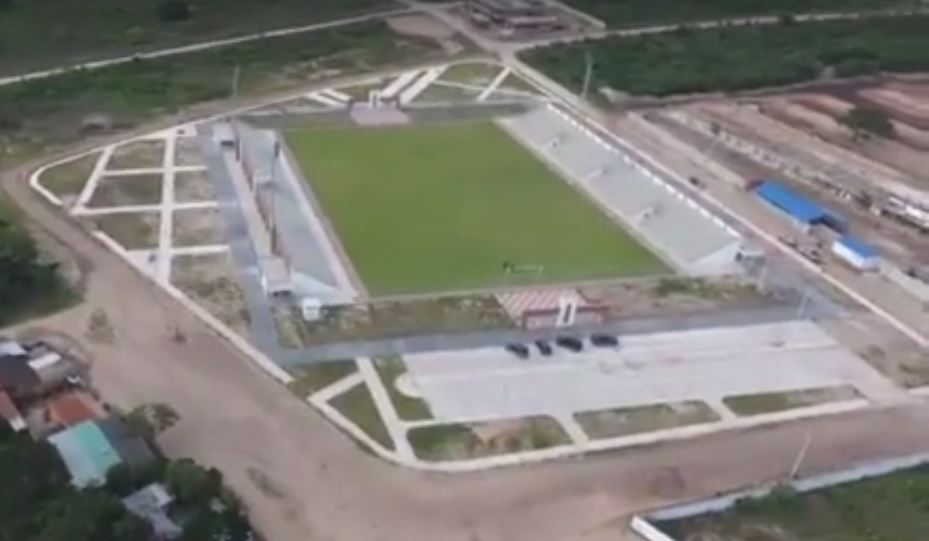
Vista aérea

El Club Blooming recibió en su mes aniversario, en mayo del 2017 un estadio en calidad de comodato durante 30 años, otorgado por la alcaldía de Santa Cruz de la Sierra, teniendo como inauguración el día viernes 8 de septiembre del 2017 a las 19:00 horas.
Posee de 4 torres de iluminación a los costados de la cancha, cada torre con 25 pantallas, lo que le da la capacidad para ser usado de noche.
Ubicación: El estadio está ubicado en el norte de la ciudad, cercano a la Avenida Bánzer y radial 27, entre 7.º y 8.º anillo de la zona de El Remanso y Sausalito, detrás de la sociedad española.
Tribunas: Consta de dos tribunas rectas paralelas a los costados de la cancha con 3 puertas cada una.
Capacidad: 25 000 espectadores.
Se tiene planeada una ampliación a futuro para construir tribunas populares norte y sur, detrás de los arcos, ya que la capacidad actual queda por debajo del promedio de asistencia; además de una remodelación para mejorar la imagen del estadio, el club colocará más cabinas de prensa, sala antidopaje, vestuarios e intentar ampliar las dimensiones de la cancha.

### Sede Deportiva

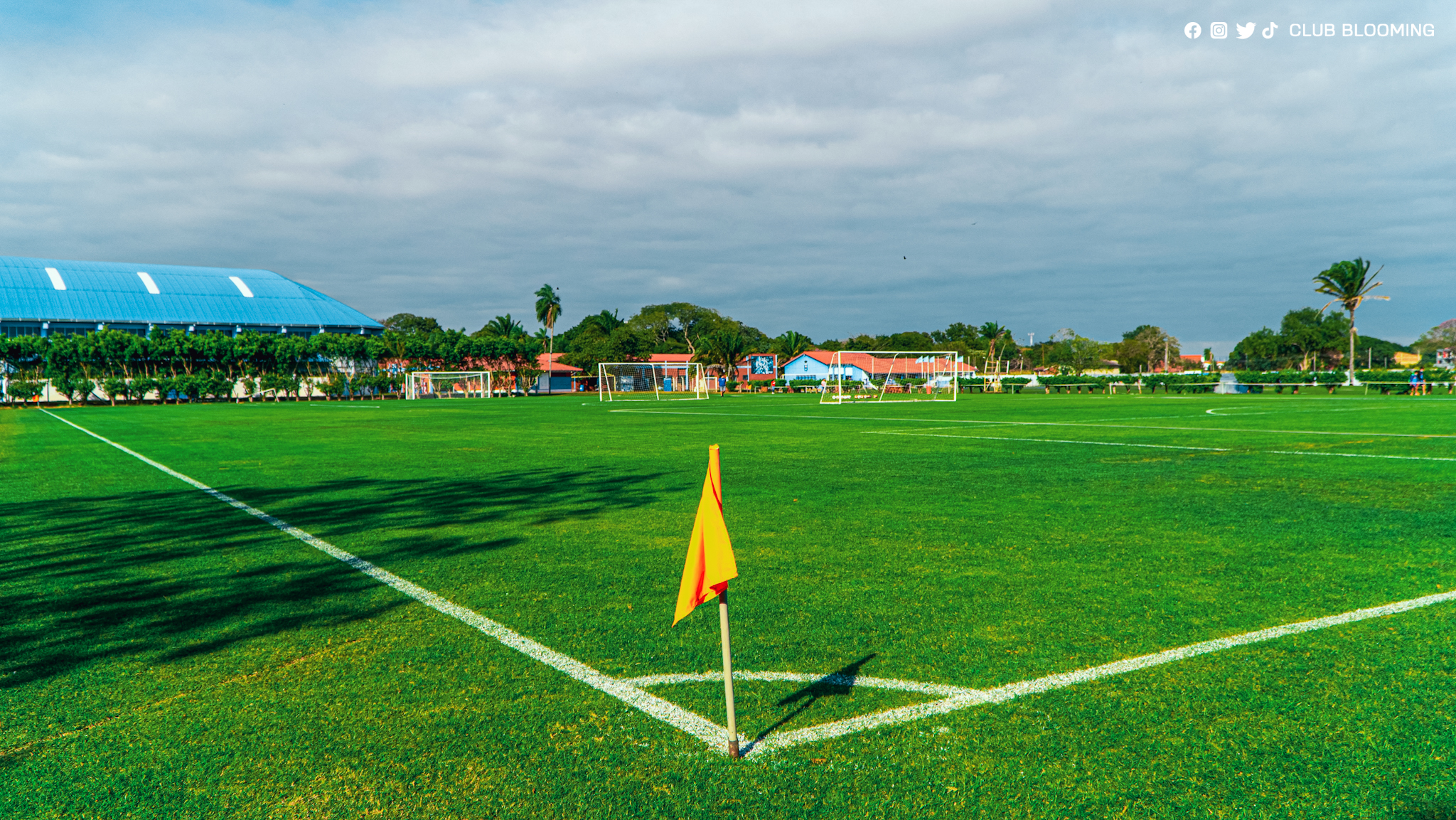
Sede deportiva Club Blooming

Está ubicado en la zona norte de la ciudad de Santa Cruz de la Sierra, con una superficie de 10 hectáreas y un valor aproximado de 16 millones de dólares. Se constituye como una de las mejores sedes deportivas del país, la misma, fue un regalo de uno de los presidentes más importantes que ha tenido el club, Roberto Paz Limpias.
Consta de 6 canchas: 1 profesional para el primer plantel, 1 profesional para la sub-19, 1 de fútbol 8 para la sub-17, 2 de fútbol 7 para la sub-15 y sub-13, respectivamente y la última que también es de fútbol 7 que es utilizada por los socios patrimoniales del club. Además cuenta con un Coliseo cerrado de 5 mil espectadores donde se hace la práctica de distintas disciplinas deportivas.

## Hinchada
La hinchada de Blooming se caracteriza por ser una de las más pasionales del fútbol boliviano, además se destaca por ser de las más dinámicas y mejor organizadas. Toma su ubicación tradicionalmente en la curva este del estadio Ramón Aguilera Costas.

### Barras organizadas
Los Chiflados es la Barra brava del club, luego de haber salido campeones en el año 1998, nació la idea de formar una barra de Blooming. Es por eso que el 9 de abril de 1999 nacen “Los Chiflados”. Esta idea empezó con 3 jóvenes, que desde un inicio demostraron su amor hacia el club. Han empleado mucho tiempo de su vida haciendo trapos, organizando los mejores recibimientos del país y tratando siempre de sobresalir entre las demás hinchadas.
Con la llegada de Los Chiflados se empezó a ver la fiesta en las tribunas, ya que años anteriores se notó la ausencia de color y organización.
Con el transcurrir del tiempo, la hinchada fue creciendo, pero no todo fue color de rosa, con el crecimiento y la llegada de nuevas personas a la hinchada, llegaron los problemas. Peleas con otras hinchadas, las innumerables internas que existieron en la misma barra de Blooming, para querer hacer a un lado a Los Chiflados, son notas negras que a la vez fortaleció para ser hoy en día una hinchada numerosa y seguidora.
A partir del Campeonato Apertura 2011 la banda se ubica en la curva Este del estadio Tahuichi luego de ubicarse un corto tiempo en la Oeste.

### En la cultura popular

#### Canciones dedicadas
En la siguiente tabla solo se detallan las canciones publicadas por artistas y agrupaciones musicales, dedicadas al club Blooming.
| # | Canción                 | Intérprete(s)                 | Compositor(es)      | Género      | Año  | Álbum                 | Duración |
| - | ----------------------- | ----------------------------- | ------------------- | ----------- | ---- | --------------------- | -------- |
| 1 | «Viva Blooming»         | Los Cambitas & Freddy Saldaña | Armando Terceros    | Taquirari   | 1983 | A Santa Cruz con Amor | 2:42     |
| 2 | «Blooming, Barra brava» | Aldo Peña                     | Julio Kempff Suárez | Rumba Mambo | -    | -                     | 4:13     |

## Datos del club

### Estadísticas
- Puesto en la clasificación histórica de la Primera División: 4.º
- Temporadas en Primera División: 47 (1967-1968, 1977-1995, 1997-Presente).
- Mejor puesto en Primera División: 1.º (en 5 oportunidades).
- Peor puesto en Primera División: 14.º (2021).
- Participaciones en Copa Simón Bolívar: 1 (1996).
- Mayores goleadas a favor
  - En Primera División:
    - 13 - 0 vs. 1.º de Mayo (7 de septiembre de 1983).
    - 12 - 2 vs. Jorge Wilstermann (20 de febrero de 1987).
    - 10 - 0 vs. Iberoamericana (29 de agosto de 2005).

  - En torneos internacionales:
    - 8 - 0 vs.  Deportivo Italia (7 de abril de 1985 por la Copa Libertadores 1985).
    - 6 - 0 vs.  Atlético Palmaflor (9 de marzo de 2023 por la Copa Sudamericana 2023).
    - 6 - 3 vs.  Deportivo Táchira (14 de abril de 1985 por la Copa Libertadores 1985).
- Mayores goleadas en contra
  - En Primera División:
    - 0 - 11 vs. Deportivo Municipal (18 de noviembre de 1979).
    - 1 - 10 vs. Bolívar (27 de octubre de 2002)

  - En torneos internacionales:
    - 1 - 7 vs.  Flamengo (22 de abril de 1983 por la Copa Libertadores 1983).
    - 0 - 6 vs.  Bolívar (13 de marzo de 1983 por la Copa Libertadores 1983).
    - 1 - 6 vs.  Boca Juniors (22 de marzo de 2000 por la Copa Libertadores 2000).
- Primer partido en torneos internacionales: 0 - 6 vs. Bolívar (13 de marzo de 1983).
- Jugador con más partidos disputados: Joselito Vaca (439 partidos oficiales).
- Jugador con más goles Juan Carlos Sánchez 162 (goles en competiciones oficiales).
- Jugador con más goles en torneos nacionales: Juan Carlos Sánchez (146 goles).
- Jugador con más goles en torneos internacionales: Juan Carlos Sánchez (16 goles).
- Jugador con más títulos: Lorgio Álvarez (3 títulos oficiales).
- Entrenador con más títulos: Carlos Aragonés (2 títulos oficiales).
- Mayor invicto histórico en primera división: 18 partidos (1998), desde el 14 de octubre de 1998 hasta 11 de noviembre de 1998.

### Rankings

#### Rankings deConmebol
- Ranking de Clubes de la Conmebol: 97º.

#### Rankings deIFFHS
- Ranking continental del siglo XX: 63º.
- Ranking continental del siglo XXI: 99º.

#### Participaciones internacionales
- En negrita competiciones en activo.

| Torneo                           | Ediciones                                        |
| -------------------------------- | ------------------------------------------------ |
| Copa Libertadores de América (8) | 1983, 1984, 1985, 1999, 2000, 2007, 2010 y 2025. |
| Copa Sudamericana (8)            | 2008, 2009, 2012, 2013, 2016, 2018, 2020 y 2023. |
| Copa Merconorte (1)              | 2001                                             |

### Por temporada
| Copa Libertadores      | Copa Libertadores | Copa Libertadores | Copa Libertadores | Copa Libertadores | Copa Libertadores | Copa Libertadores | Copa Libertadores | Copa Libertadores                                                       | Copa Libertadores |
| Año                    | Desempeño         | PJ                | PG                | PE                | PP                | GF                | GC                | Goleador(es)                                                            |                   |
| ---------------------- | ----------------- | ----------------- | ----------------- | ----------------- | ----------------- | ----------------- | ----------------- | ----------------------------------------------------------------------- | ----------------- |
| Copa Libertadores 1983 | Fase de Grupos    | 6                 | 1                 | 1                 | 4                 | 4                 | 17                | Juan Carlos Sánchez, Gastón Taborga, Fernando Reveliz y Silvio Rojas: 1 |                   |
| Copa Libertadores 1984 | Fase de Grupos    | 6                 | 3                 | 2                 | 1                 | 10                | 6                 | Juan Carlos Sánchez: 4                                                  |                   |
| Copa Libertadores 1985 | Semifinales       | 10                | 5                 | 3                 | 2                 | 22                | 9                 | Juan Carlos Sánchez: 11                                                 |                   |
| Copa Libertadores 1999 | Fase de grupos    | 6                 | 2                 | 1                 | 3                 | 5                 | 4                 | Víctor Hugo Antelo: 3                                                   |                   |
| Copa Libertadores 2000 | Fase de grupos    | 6                 | 2                 | 1                 | 3                 | 9                 | 17                | Limberg Gutiérrez: 5                                                    |                   |
| Copa Libertadores 2007 | Primera fase      | 2                 | 0                 | 0                 | 2                 | 0                 | 6                 | –                                                                       |                   |
| Copa Libertadores 2010 | Fase de grupos    | 6                 | 0                 | 1                 | 5                 | 3                 | 13                | Julio Hurtado, Alejandro Gómez y Pedro Viera: 1                         |                   |
| Copa Libertadores 2025 | Primera fase      | 2                 | 1                 | 0                 | 1                 | 4                 | 4                 | Alaniz, Garzón, Spenhay y Villarroel: 1                                 |                   |
| Total                  |                   | 44                | 14                | 9                 | 21                | 57                | 76                | Juan Carlos Sánchez: 16                                                 |                   |

| Copa Sudamericana      | Copa Sudamericana | Copa Sudamericana | Copa Sudamericana | Copa Sudamericana | Copa Sudamericana | Copa Sudamericana | Copa Sudamericana | Copa Sudamericana                                         | Copa Sudamericana |
| Año                    | Desempeño         | PJ                | PG                | PE                | PP                | GF                | GC                | Goleador(es)                                              |                   |
| ---------------------- | ----------------- | ----------------- | ----------------- | ----------------- | ----------------- | ----------------- | ----------------- | --------------------------------------------------------- | ----------------- |
| Copa Sudamericana 2008 | Fase preliminar   | 2                 | 1                 | 0                 | 1                 | 3                 | 4                 | Luiz Carlos Vieira, Anderson Gonzaga y Alejandro Gómez: 1 |                   |
| Copa Sudamericana 2009 | Primera fase      | 2                 | 0                 | 0                 | 2                 | 1                 | 5                 | José Luis Chávez: 1                                       |                   |
| Copa Sudamericana 2012 | Primera fase      | 2                 | 0                 | 1                 | 1                 | 1                 | 4                 | Limbert Méndez: 1                                         |                   |
| Copa Sudamericana 2013 | Primera fase      | 2                 | 0                 | 0                 | 2                 | 0                 | 5                 | –                                                         |                   |
| Copa Sudamericana 2016 | Segunda fase      | 4                 | 1                 | 1                 | 2                 | 2                 | 4                 | Joāo Paulo: 2                                             |                   |
| Copa Sudamericana 2018 | Primera fase      | 2                 | 1                 | 0                 | 1                 | 1                 | 4                 | Leonardo Vaca: 1                                          |                   |
| Copa Sudamericana 2020 | Primera fase      | 2                 | 0                 | 0                 | 2                 | 0                 | 5                 | –                                                         |                   |
| Total                  |                   | 16                | 3                 | 2                 | 11                | 8                 | 31                | Joāo Paulo: 2                                             |                   |

| Copa Merconorte      | Copa Merconorte | Copa Merconorte | Copa Merconorte | Copa Merconorte | Copa Merconorte | Copa Merconorte | Copa Merconorte | Copa Merconorte | Copa Merconorte |
| Año                  | Desempeño       | PJ              | PG              | PE              | PP              | GF              | GC              | Goleador(es)    |                 |
| -------------------- | --------------- | --------------- | --------------- | --------------- | --------------- | --------------- | --------------- | --------------- | --------------- |
| Copa Merconorte 2001 | Fase de grupos  | 6               | 0               | 1               | 5               | 3               | 12              | Walter Otta: 2  |                 |
| Total                |                 | 6               | 0               | 1               | 5               | 3               | 12              | Walter Otta: 2  |                 |

### Blooming en competiciones internacionales
| 1983 | Copa Libertadores 1983 | Fase de grupos  | Bolívar              | 3–0 | 6–0          | 4° lugar |
| 1983 | Copa Libertadores 1983 | Fase de grupos  | Flamengo             | 0–0 | 7–1          | 4° lugar |
| 1983 | Copa Libertadores 1983 | Fase de grupos  | Grêmio               | 0–2 | 2–0          | 4° lugar |
| 1984 | Copa Libertadores 1984 | Fase de grupos  | Bolívar              | 2–1 | 0–0          | 2° lugar |
| 1984 | Copa Libertadores 1984 | Fase de grupos  | O'Higgins            | 3–0 | 3–4          | 2° lugar |
| 1984 | Copa Libertadores 1984 | Fase de grupos  | Universidad Católica | 1–2 | 0–0          | 2° lugar |
| 1985 | Copa Libertadores 1985 | Fase de grupos  | Oriente Petrolero    | 1–1 | 0–1          | 1° lugar |
| 1985 | Copa Libertadores 1985 | Fase de grupos  | Deportivo Italia     | 8–0 | 0–3          | 1° lugar |
| 1985 | Copa Libertadores 1985 | Fase de grupos  | Deportivo Táchira    | 6–3 | 0–1          | 1° lugar |
| 1985 | Copa Libertadores 1985 | Segunda fase    | Argentinos Juniors   | 1–1 | 1–0          | 3° lugar |
| 1985 | Copa Libertadores 1985 | Segunda fase    | Independiente        | 1–1 | 2–0          | 3° lugar |
| 1999 | Copa Libertadores 1999 | Fase de grupos  | Jorge Wilstermann    | 0–0 | 1–0          | 4° lugar |
| 1999 | Copa Libertadores 1999 | Fase de grupos  | Emelec               | 2–0 | 1–0          | 4° lugar |
| 1999 | Copa Libertadores 1999 | Fase de grupos  | Liga de Quito        | 3–1 | 1–0          | 4° lugar |
| 2000 | Copa Libertadores 2000 | Fase de grupos  | Boca Juniors         | 1–0 | 6–1          | 3° lugar |
| 2000 | Copa Libertadores 2000 | Fase de grupos  | Universidad Católica | 3–1 | 5–0          | 3° lugar |
| 2000 | Copa Libertadores 2000 | Fase de grupos  | Peñarol              | 3–3 | 2–1          | 3° lugar |
| 2001 | Copa Merconorte 2001   | Fase de grupos  | Atlético Nacional    | 0–2 | 1–0          | 4° lugar |
| 2001 | Copa Merconorte 2001   | Fase de grupos  | Emelec               | 0–0 | 4–1          | 4° lugar |
| 2001 | Copa Merconorte 2001   | Fase de grupos  | Universitario        | 2–3 | 2–0          | 4° lugar |
| 2007 | Copa Libertadores 2007 | Primera fase    | Santos               | 0–1 | 5–0          | 0–6      |
| 2008 | Copa Sudamericana 2008 | Fase preliminar | Olimpia              | 1–0 | 4–2          | 3–4      |
| 2009 | Copa Sudamericana 2009 | Primera fase    | River Plate          | 0–3 | 2–1          | 1–5      |
| 2010 | Copa Libertadores 2010 | Fase de grupos  | Lanús                | 1–4 | 1–0          | 4° lugar |
| 2010 | Copa Libertadores 2010 | Fase de grupos  | Libertad             | 1–2 | 4–0          | 4° lugar |
| 2010 | Copa Libertadores 2010 | Fase de grupos  | Universitario        | 1–2 | 0–0          | 4° lugar |
| 2012 | Copa Sudamericana 2012 | Primera fase    | Universidad Católica | 1–1 | 3–0          | 1–4      |
| 2013 | Copa Sudamericana 2013 | Primera fase    | River Plate          | 0–1 | 4–0          | 0–5      |
| 2016 | Copa Sudamericana 2016 | Primera fase    | Plaza Colonia        | 1–0 | 1–0 (1:4 p.) | 1–1      |
| 2016 | Copa Sudamericana 2016 | Segunda fase    | Junior               | 0–2 | 1–1          | 1–3      |
| 2018 | Copa Sudamericana 2018 | Primera fase    | Bahia                | 1–0 | 4–0          | 1–4      |
| 2020 | Copa Sudamericana 2020 | Primera fase    | Emelec               | 0–3 | 2–0          | 0–5      |
| 2023 | Copa Sudamericana 2023 | Primera fase    | Atlético Palmaflor   | 6–0 | 6–0          | 6–0      |
| 2023 | Copa Sudamericana 2023 | Fase de grupos  | Newell's Old Boys    | 2–3 | 3–0          | 4° lugar |
| 2023 | Copa Sudamericana 2023 | Fase de grupos  | Santos               | 0–1 | 0–0          | 4° lugar |
| 2023 | Copa Sudamericana 2023 | Fase de grupos  | Audax Italiano       | 1–2 | 2–0          | 4° lugar |
| 2025 | Copa Libertadores 2025 | Fase preliminar | El Nacional          | 3–2 | 2–1 (4:3 p.) | 4–4      |

## Jugadores

### Plantilla 2025
- Los equipos bolivianos están limitados por la FBF a tener en su plantilla de primera división un máximo de seis futbolistas extranjeros.
- Por disposición de la FBF, se debe considerar la participación obligatoria de un futbolista de la categoría sub-20 y otro de la categoría sub-23 por partido.

### Altas y bajas 2025
| Altas            |               |                    |       |      |
| Futbolista       | Posición      | Procedencia        | Tipo  | Ref. |
| Segundo Semestre |               |                    |       |      |
| César Menacho    | Delantero     | Ħamrun Spartans FC | Libre |      |
| Adrián Pacheco   | Mediocampista | Jorge Wilstermann  | Libre |      |

| Bajas                 |               |                      |                       |      |
| Futbolista            | Posición      | Destino              | Tipo                  | Ref. |
| Segundo Semestre      |               |                      |                       |      |
| Daniel Aponte         | Defensa       | Gualberto Villarroel | Fin de contrato       |      |
| Fernando Rodríguez    | Mediocampista | TBA                  | Fin de contrato       |      |
| Limberg Gutiérrez Jr. | Delantero     | Real Tomayapo        | Rescisión de contrato |      |

### Récords
Estos son los máximos artilleros del club:
| Goleadores | Goleadores          | Goleadores | Presencias | Presencias             | Presencias   |
| ---------- | ------------------- | ---------- | ---------- | ---------------------- | ------------ |
| 1.         | Juan Carlos Sánchez | 162 goles  | 1.         | Joselito Vaca          | 464 partidos |
| 2.         | Víctor Hugo Antelo  | 132 goles  | 2.         | Alejandro Gómez        | 364 partidos |
| 3.         | Hernán Boyero       | 93 goles   | 3.         | Raúl Gutiérrez Sagredo | 319 partidos |
| 4.         | Limberg Gutiérrez   | 93 goles   | 4.         | Jorge Antonio Ortiz    | 277 partidos |
| 5.         | Horacio Baldessari  | 58 goles   | 5.         | Sergio Jáuregui        | 272 partidos |

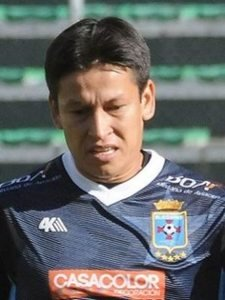
Joselito Vaca, jugador con más encuentros en la historia del club.

Nota: En negrita los jugadores activos en el club.

### Botines de oro

#### Goleadores de Primera División
| # | Nombre              | Campeonato            | Goles |
| - | ------------------- | --------------------- | ----- |
| 1 | Horacio Baldessari  | Primera División 1979 | 31    |
| 2 | Juan Carlos Sánchez | Primera División 1981 | 30    |
| 3 | Juan Carlos Sánchez | Primera División 1983 | 30    |
| 4 | Víctor Hugo Antelo  | Primera División 1997 | 24    |
| 5 | Víctor Hugo Antelo  | Primera División 1998 | 32    |
| 6 | Víctor Hugo Antelo  | Primera División 1999 | 31    |
| 7 | Anderson Gonzaga    | Apertura 2008         | 16    |

Fuente: RSSSF

#### Goleadores en Copa Simón Bolívar
| Nombre             | Campeonato | Goles |
| ------------------ | ---------- | ----- |
| Víctor Hugo Antelo | 1996       | 13    |

#### Goleadores en Copa Libertadores
| Nombre              | Campeonato             | Goles |
| ------------------- | ---------------------- | ----- |
| Juan Carlos Sánchez | Copa Libertadores 1985 | 11    |

Fuente: RSSSF

### Jugadores con más títulos
| Jugador                                                                                              | Títulos | Títulos                                 |
| --- | ------- | --------------------------------------- |
| Lorgio Álvarez Alejandro Gómez                                                                       | 3       | 3 Primera División                      |
| Víctor Hugo Antelo Hebert Arandia Limberg Gutiérrez Raúl Gutiérrez Raúl Justiniano Renny Ribera      | 3       | 2 Primera División 1 Copa Simón Bolívar |
| Carlos Arias César Couceiro José Fernández Martín Menacho Roly Paniagua Gustavo Paredes Rubén Tufiño | 2       | 2 Primera División                      |

## Entrenadores

### Técnicos campeones
| Entrenador          | Detalle                                                           | Título(s) |
| ------------------- | ----------------------------------------------------------------- | --------- |
| Raúl Pino           | Primera División de Bolivia 1984                                  | 1         |
| Walter Roque        | Copa Simón Bolívar 1996                                           | 1         |
| Carlos Aragonés     | Primera División de Bolivia 1998 Primera División de Bolivia 1999 | 2         |
| Gustavo Quinteros   | Torneo Apertura 2005                                              | 1         |
| Víctor Hugo Andrada | Torneo Clausura 2009                                              | 1         |

## Administración

### Presidentes
La siguiente es una lista completa de los presidentes que ha tenido Blooming desde su fundación en el año 1946 hasta la actualidad.
| #  | Presidente              | Mandato       |
| -- | ----------------------- | ------------- |
| 1  | Humberto Olmos          | 1946-1947     |
| 2  | Humberto Vaca Pereyra   | 1948-1949     |
| 3  | Mario Quintela          | 1949-1950     |
| 4  | Rodolfo Castedo         | 1950-1951     |
| 5  | Alberto Lozada          | 1951-1952     |
| 6  | Juan Carlos Velarde     | 1952-1953     |
| 7  | Mariano Saucedo Mercado | 1953-1958     |
| 8  | Ewaldo Durán            | 1958-1959     |
| 9  | Abraham Telchi          | 1959-1962     |
| 10 | Daniel Echazú           | 1962-1963     |
| 11 | Mariano Saucedo Mercado | 1963-1966     |
| 12 | Rodolfo Castedo         | 1966-1968     |
| 13 | Abraham Telchi          | 1968-1970     |
| 14 | Roger Moreno            | 1970-1973     |
| 15 | Walter Aguilera         | 1973-1974     |
| 16 | Lorgio Serrate          | 1974-1975     |
| 17 | Juan Carlos Velarde     | 1975-1976     |
| 18 | Ulises Casanovas        | 1976-1977     |
| 19 | Roberto Paz             | 1977-1995     |
| 20 | Luis Ernesto Añez       | 1995          |
| 21 | Carlos Aponte           | 1995-1996     |
| 22 | Juan Callaú             | 1996-1997     |
| 23 | Roberto Fernández       | 1997-1998     |
| 24 | Juan Callaú             | 1998-2000     |
| 25 | Roberto Paz             | 2000-2002     |
| 26 | Carlos Bendeck          | 2003-2011     |
| 27 | Ricardo Tarabillo       | 2011-2012     |
| 28 | Federico Sánchez        | 2012-2013     |
| 29 | Roberto Fernández       | 2013          |
| 30 | Erwin Peredo            | 2013-2016     |
| 31 | Jerjes Justiniano       | 2016-2017     |
| 32 | Wilfredo Añez           | 2017          |
| 33 | Esteban Molina          | 2017          |
| 34 | Juan Alfredo Jordán     | 2017-2021     |
| 35 | Sebastián Peña          | 2021-presente |

## Palmarés
El Club Blooming posee en su palmarés 5 títulos de Primera División y 1 torneo de Copa Simón Bolívar.

### Torneos nacionales (5)
| Competición nacional              | Títulos                                         | Subcampeonatos             |
| --------------------------------- | ----------------------------------------------- | -------------------------- |
| Primera División de Bolivia (5/3) | 1984, 1998, 1999, Apertura 2005, Clausura 2009. | 1982, 1983, Clausura 2008. |
| Torneo Apertura (1)               | 1999.                                           |                            |
| Torneo Clausura (1)               | 1998.                                           |                            |
| Copa Simón Bolívar (1)            | 1996.                                           |                            |

### Torneos regionales (7)
| Competición regional                             | Títulos                                   | Subcampeonatos          |
| ------------------------------------------------ | ----------------------------------------- | ----------------------- |
| Asociación Cruceña de Fútbol - Primera "A" (7/4) | 1954, 1955, 1958, 1960, 1963, 1968, 1996. | 1956, 1962, 1967, 1976. |

## Rivalidades

### El Superclásico cruceño

Juan Carlos Montenegro y Walter Rioja durante el duelo Oriente-Blooming de la temporada 2021.

Es el clásico de la ciudad de Santa Cruz de la Sierra, que enfrenta a los dos equipos más importantes y populares de dicha ciudad: Blooming y Oriente Petrolero, denominado «Super clásico cruceño».
En esta tabla se resumen todos los encuentros disputados entre ambos equipos en todas las competiciones oficiales.
| Competición                    | P.J. | Ganó BLO | P.E. | Ganó ORP | G.BLO | G.ORP |
| ------------------------------ | ---- | -------- | ---- | -------- | ----- | ----- |
| Asociación Cruceña de Fútbol   | 47   | 11       | 12   | 24       | 73    | 104   |
| Total partidos regionales      | 47   | 11       | 12   | 24       | 73    | 104   |
| Primera Division               | 195  | 58       | 60   | 77       | 257   | 298   |
| Copa de la Liga                | 2    | 2        | 0    | 0        | 8     | 2     |
| Liguilla Pre-Sudamericana      | 2    | 1        | 1    | 0        | 3     | 2     |
| Play-Offs                      | 6    | 2        | 2    | 2        | 8     | 8     |
| Total partidos nacionales      | 205  | 63       | 63   | 79       | 276   | 310   |
| Copa Libertadores de América   | 2    | 1        | 1    | 0        | 2     | 1     |
| Total partidos internacionales | 2    | 1        | 1    | 0        | 2     | 1     |
| Total                          | 254  | 75       | 76   | 103      | 351   | 415   |

### El Clásico de antaño

Miguel Mendoza y Leonardo Vaca durante el duelo Blooming-Destroyer's de la temporada 2018.

Cuando se crea el fútbol profesional cruceño en 1965, se consideraba el encuentro Bloming contra Destroyer's el «Clásico» de la ciudad de Santa Cruz de la Sierra, debido en gran parte a la popularidad y la rivalidad que mantenían estos dos equipos.
Estos clubes fundados en 1946 y 1948 respectivamente posiblemente por la edad similar captaron la atención de la afición. Puede ser que también por el hecho de ser, uno, los también llamados «académicos» representativos de una élite y los otros llamados «cuchuquis» de una barriada popular como era la «Máquina Vieja» y sus alrededores que por dicha representatividad quizás vinieron a considerarse el clásico de la época. 
Este encuentro es recordado hoy en día como el «Clásico de antaño» y actualmente no se juega debido a que el Club Destroyer's participa en la Asociación Cruceña de Fútbol.

### Otras rivalidades
Además de su clásico rival, los otros grandes rivales de Blooming son Bolívar, Jorge Wilstermann, The Strongest, siendo los clubes a los que más enfrentó a lo largo de su historia. Con el Bolívar se cuentan dos definiciones en finales: ambas en favor de Blooming, siendo el único club boliviano con una historial en finales favorable ante el Bolívar. También se cuentan dos definiciones en finales con Jorge Wilstermann: una a favor de cada equipo y con The Strongest la única definición es favorable a Blooming. Mientras que el único equipo con supremacía en finales ante Blooming es el Equipo del Pueblo, Aurora.
También comparte una rivalidad con los otros equipos cruceños: Guabirá y Real Santa Cruz.
Datos estadísticos
- Se contabilizan todos los partidos oficiales de Primera División, Play-offs y torneos internacionales:

| Rival             | PJ  | PG | PE | PP | GF | GC | Dif |
| ----------------- | --- | -- | -- | -- | -- | -- | --- |
| Bolívar           | 149 | 42 | 24 | 83 |    |    | -42 |
| Jorge Wilstermann | 159 | 64 | 35 | 60 |    |    | +5  |
| The Strongest     | 158 | 54 | 25 | 79 |    |    | -25 |

Leyenda:
     balance favorable
     balance desfavorable
     balance equilibrado